# Schwusos
Schwusos (полное название: «Рабочая группа геев и лесбиянок в СДПГ», нем. Arbeitsgemeinschaft der Lesben und Schwulen in der SPD) — группа внутри Социал-демократической партии Германии, основанная в 1978 году, представляющая интересы германского ЛГБТ-сообщества.

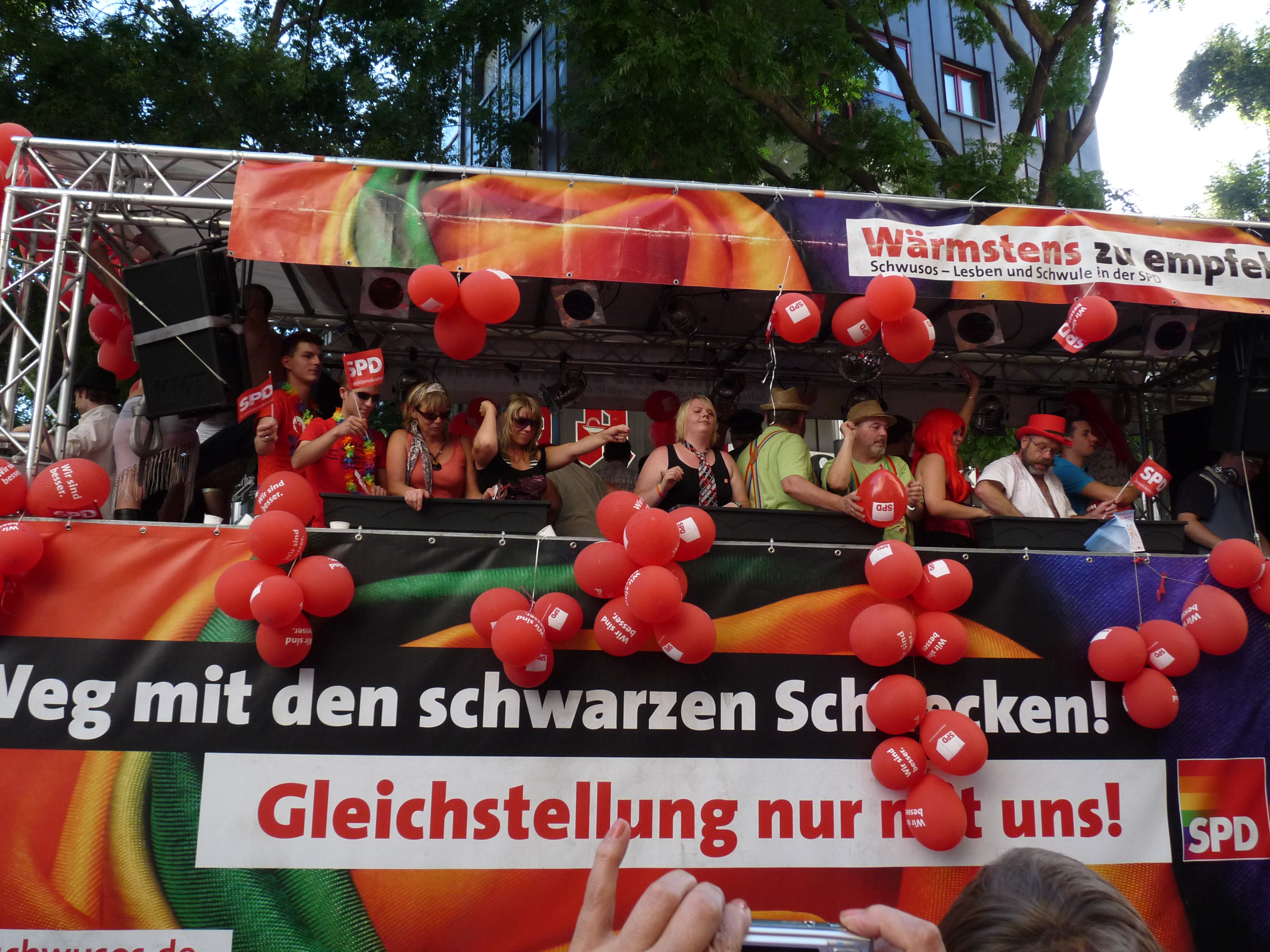
Schwusos на гей-прайде в Штутгарте в 2009 году.

Главной целью гомосексуальных социал-демократов — уравнивание в правах однополых гражданских партнёров с обычными разнополыми супругами по всем направлениям, в первую очередь в вопросах налогообложения. СДПГ, также как и «Партия зелёных», выступают за полное разрешение однополыми семьями усыновлять детей.
Другими целями группы «Геи и лесбиянки в СДПГ» является предоставление политического убежища для преследуемых гомосексуалов, а также включение в статью 3 Конституции Германии защиты от дискриминации по признаку сексуальной идентичности.
Кроме того, «Schwusos» содействуют установке памятников, посвящённых гомосексуальным жертвам нацизма.
В прошлом «Геи и лесбиянки в СДПГ» сыграли немаловажную роль в отмене 175 параграфа, согласно которому добровольные гомосексуальные контакты между мужчинами были уголовно наказуемы.